# Lupin III.: Part 6
Lupin III.: Part 6  (jap.: ルパン三世 PART6 Lupin Sansei Part 6) ist eine japanische Anime-Fernsehserie in der Reihe Lupin III, die bei TMS Entertainment produziert und von Eiji Suganuma Regie geführt wird und das Drehbuch schrieb Takahiro Ōkura. Sie ist die siebte Fernsehserien-Adaption der Mangaserie von Monkey Punch nach Lupin III.: Part 5 und wird seit 9. Oktober 2021 im japanischen Fernsehen ausgestrahlt.

## Inhalt
In der Serie wird der Meisterdieb Lupin III gegen den Detektiv Sherlock Holmes antreten. Lupin wird für den Mord an dessen langjährigem Partner Dr. Watson verdächtigt. Außerdem ist er hinter einem Schatz her, der von The Raven versteckt wurde. Bei The Raven handelt es sich um eine mysteriöse Organisation, die die britische Regierung aus dem Schatten manipuliert.

## Produktion und Veröffentlichung
Lupin III. Part 6 wird von TMS Entertainment produziert. Eiji Suganuma führt Regie, der bereits 2019 das Lupin-TV-Special Prisoner of the Past inszenierte. Das Drehbuch schrieb Takahiro Ōkura und das Charakterdesign ist von Hirotaka Marufuji. Für den Ton ist Yōji Shimizu verantwortlich und für die Kameraführung Akemi Sasaki. Die Serie enthält auch Geschichten von Gastautoren wie Mamoru Oshii, Masaki Tsuji, Taku Ashibe, Kanae Minato und Akio Higuchi.
Die Serie wurde am 26. Mai 2021 angekündigt und am 9. Oktober 2021 mit einer Episode 0 auf Nippon TV anlässlich des 50sten Jubiläum der ersten Animeserie von Lupin III gestartet. Die Serie wurde ab 9. Oktober 2021 wöchentlich im Simulcast bei Crunchyroll und Anime on Demand veröffentlicht. Am 26. März 2023 wurde angekündigt das die Serie unter dem Titel Lupin III.: Part 6 - The Classic Adventures im Sommer 2023 in 2 Volumes auf DVD und Blu-Ray erscheinen wird. Kurz vor der Veröffentlichung der ersten Volume am 16. Juni 2023 wurde der Beititel der Veröffentlichung The Classic Adventures wieder fallen gelassen.

### Synchronisation
Die deutsche Synchronisation entsteht unter der Dialogregie von Patrick Keller, bei der Oxygen Sound Studios GmbH in Berlin.
| Rolle                | Japanischer Sprecher (Seiyū)                         | Deutscher Sprecher |
| -------------------- | ---------------------------------------------------- | ------------------ |
| Arsène Lupin III     | Kanichi Kurita                                       | Peter Flechtner    |
| Daisuke Jigen        | Kiyoshi Kobayashi (Folge 0) Akio Ōtsuka (Folge 1–24) | Tilo Schmitz       |
| Fujiko Mine          | Miyuki Sawashiro                                     | Sarah Riedel       |
| Goemon Ishikawa XIII | Daisuke Namikawa                                     | Peter Reinhardt    |
| Inspektor Zenigata   | Kōichi Yamadera                                      | Stefan Staudinger  |
| Gorō Yatagarasu      | Nobunaga Shimazaki                                   | Henning Nöhren     |
| Albert d’Andrésy     | Kenjiro Tsuda                                        | Peter Sura         |
| Sherlock Holmes      | Masato Obara                                         | Peter Lontzek      |
| Lily Watson          | Sumire Morohoshi                                     | Milena Rybiczka    |

### Musik
Die Musik der Serie wurde von Yūji Ōno komponiert. Die Abspannlieder sind Lupin Sansei '80 (ルパン三世'80) von Yuji Ohno für die Folge 0 sowie Milk Tea von Akari Dritschler.

## Episodenliste
| Nr. (ges.) | Nr. (St.) | Deutscher Titel                                                                                      | Originaltitel                                                   | Premiere Japan | Dt. Premiere D/A/CH | Erstveröffentlichung im OmdU |
| ---------- | --------- | --- | --------------------------------------------------------------- | -------------- | ------------------- | ---------------------------- |
| 0          | 0         | Episode 0: Zeiten Zeiten 1                                                                           | EPISODE 0 ―時代― Episōdo Zero ―Jidai―                           | 10. Okt. 2021  | 16. Juni 2023       | 10. Okt. 2021                |
| 1          | 1         | Sherlock Holmes Sherlock Holmes’ Erscheinen 1                                                        | シャーロック・ホームズ登場 Hōmuzu Tōjō                          | 17. Okt. 2021  | 16. Juni 2023       | 17. Okt. 2021                |
| 2          | 2         | Der Detektiv und der Gauner Detektiv und Schurke 1                                                   | 探偵と悪党 Tantei to Akutō                                      | 24. Okt. 2021  | 16. Juni 2023       | 24. Okt. 2021                |
| 3          | 3         | Abenteuer in der Transkontinentalen Eisenbahn Das Abenteuer der Transkontinentalen Eisenbahn 1       | 大陸横断鉄道（嘘）の冒険 Tairiku Ōdan Tetsudō (Uso) no Bōken    | 31. Okt. 2021  | 16. Juni 2023       | 31. Okt. 2021                |
| 4          | 4         | Ein Killer isst selten allein Die Killer im Lokal 1                                                  | ダイナーの殺し屋たち Dainā no Koroshiya-tachi                   | 7. Nov. 2021   | 16. Juni 2023       | 7. Nov. 2021                 |
| 5          | 5         | Die Kaiserstadt träumt von Dieben – Teil 1                                                           | 帝都は泥棒の夢を見る 前篇 Teito wa Dorobō no Yume o Miru Zenpen | 17. Nov. 2021  | 16. Juni 2023       | 17. Nov. 2021                |
| 6          | 6         | Die Kaiserstadt träumt von Dieben – Teil 2                                                           | 帝都は泥棒の夢を見る 後篇 Teito wa Dorobō no Yume o Miru Kōhen  | 21. Nov. 2021  | 16. Juni 2023       | 21. Nov. 2021                |
| 7          | 7         | Ein unerzählter Fall Untold Stories 1                                                                | 語られざる事件 Katararezaru Jiken                               | 28. Nov. 2021  | 16. Juni 2023       | 28. Nov. 2021                |
| 8          | 8         | Last Bullet Letzte Kugel 1                                                                           | ラスト・ブレット Rasuto Buretto                                 | 5. Dez. 2021   | 16. Juni 2023       | 5. Dez. 2021                 |
| 9          | 9         | Der Pechschwarze Diamant Pechschwarzer Diamant 1                                                     | 漆黒のダイヤモンド Shikkoku no Daiyamondo                       | 12. Dez. 2021  | 16. Juni 2023       | 12. Dez. 2021                |
| 10         | 10        | Darwins Vogel                                                                                        | ダーウィンの鳥 Dāwin no Tori                                    | 19. Dez. 2021  | 16. Juni 2023       | 19. Dez. 2021                |
| 11         | 11        | Wahrheit und Kolkrabe                                                                                | 真実とワタリガラス Shinjitsu to Watarigarasu                    | 26. Dez. 2021  | 16. Juni 2023       | 26. Dez. 2021                |
| 12         | 12        | Großbritanniens Totengeister Das Gespenst von Großbritannien 1                                       | 英国の亡霊 Eikoku no Bōrei                                      | 26. Dez. 2021  | 16. Juni 2023       | 26. Dez. 2021                |
| 13         | 13        | Eine Einladung aus der Vergangenheit Einladung aus der Vergangenheit 1                               | 過去からの招待状 Kako kara no Shōtaijō                          | 9. Jan. 2022   | 18. Aug. 2023       | 9. Jan. 2022                 |
| 14         | 14        | Die Fata-Morgana-Frauen                                                                              | 蜃気楼の女たち Shinkirō no Onna-tachi                           | 16. Jan. 2022  | 18. Aug. 2023       | 16. Jan. 2022                |
| 15         | 15        | Schuss, wiederhalle im Klang der Freudenglocken Schuss im Klang der Freudenglocken 1                 | 祝福の鐘に響けよ、銃声 Shukufuku no Kane ni Hibike yo, Jūsei    | 23. Jan. 2022  | 18. Aug. 2023       | 23. Jan. 2022                |
| 16         | 16        | Die „Samurai–Collection“ Die Samurai–Kollektion 1                                                    | サムライ・コレクション Samurai Korekushon                       | 30. Jan. 2022  | 18. Aug. 2023       | 30. Jan. 2022                |
| 17         | 17        | Alles hängt an einer Zehntelsekunde Auf eine Zehntelsekunde setzen 1                                 | 0.1秒に懸けろ Rei Ten Ichibyō ni Kakero                         | 6. Feb. 2022   | 18. Aug. 2023       | 6. Feb. 2022                 |
| 18         | 18        | Fakes führen zu Lügen – Teil 1 Fakes kreieren Lügen – Teil 1 1                                       | フェイクが嘘を呼ぶ 前篇 Feiku ga Uso o Yobu Zenpen              | 6. Feb. 2022   | 18. Aug. 2023       | 6. Feb. 2022                 |
| 19         | 19        | Fakes führen zu Lügen – Teil 2 Fakes kreieren Lügen – Teil 2 1                                       | フェイクが嘘を呼ぶ 後篇 Feiku ga Uso o Yobu Kōhen               | 20. Feb. 2022  | 18. Aug. 2023       | 20. Feb. 2022                |
| 20         | 20        | Zwei böse Frauen Die zwei Bösen Frauen 1                                                             | 二人の悪女 Futari no Akujo                                      | 27. Feb. 2022  | 18. Aug. 2023       | 27. Feb. 2022                |
| 21         | 21        | Willkommen auf der Insel, auf der Träume Schäume sind Willkommen auf der Insel der Vergänglichkeit 1 | うたかたの島へようこそ Utakata no Shima e Yōkoso                | 6. März 2022   | 18. Aug. 2023       | 6. März 2022                 |
| 22         | 22        | Die Aufzeichnungen meiner Mutter Aufzeichnungen meiner Mama 1                                        | 私のママの記録 Watashi no Mama no Kiroku                        | 13. März 2022  | 18. Aug. 2023       | 13. März 2022                |
| 23         | 23        | Die Erinnerungen der geliebten Hexe Erinnerungen der geliebten Hexe 1                                | 愛しの魔女の記憶 Itoshi no Majo no Kioku                        | 20. März 2022  | 18. Aug. 2023       | 20. März 2022                |
| 24         | 24        | Was Schurken lieben ... Was das Böse liebt 1                                                         | 悪党が愛すもの Akutō ga Aisu Mono                               | 27. März 2022  | 18. Aug. 2023       | 27. März 2022                |